# Lunner Station
Lunner Station (Lunner stasjon) er en jernbanestation på Gjøvikbanen i Lunner i Oppland fylke i Norge. Stationen består af et enkelt spor med perron og en stationsbygning i brunt træ udført i dragestil efter tegninger af arkitekten Paul Due. Stationen, der betjenes af alle tog på Gjøvikbanen, ligger 280,9 meter over havet og 61,1 km fra Oslo S. Fylkesvei 17 i Oppland udgår fra stationen.
Stationen blev oprettet som en bemandet jernbanestation for ekspedition af tog, passagerer og gods 20. december 1900, to år før Gjøvikbanen åbnede i sin fulde længde. Stationen blev gjort ubemandet 7. januar 1985 og fik ny status som trinbræt med sidespor 11. maj 1987.